# Закон о форме правления Швеции 1772 года
Закон о форме правления Швеции 1772 года предусматривал самодержавие (фактически, в реалиях шведской политики, дуалистическую монархию). Закон был предложен королём Густавом III и сословия единогласно его одобрили 21 сентября 1772 года. По закону власть от сословий переходила к королю и эпоха парламентаризма, длившаяся полстолетия, закончилась. Принятие этого закона была следствием бескровного государственного переворота, произведённого королём 19 августа 1772 года. Закон о союзе и защите, принятый в 1789, окончательно подтвердил абсолютную власть короля. Закон о форме правления просуществовал до введения покончившей с шведским абсолютизмом конституции 1809 года, ставшей следствием состоявшегося 13 марта 1809 года государственного переворота.
Закон, однако, сохранился в Финляндии, ставшей в том же году Великим Княжеством. Император Александр I торжественно заявил на Боргоском сейме: «Я обещал сохранить вашу конституцию, ваши коренные законы; ваше собрание здесь удостоверяет исполнение моих обещаний». На другой день члены сейма принесли присягу в том, что «признают своим государем Александра I Императора и Самодержца Всероссийского, Великого Князя Финляндского, и будут сохранять коренные законы и конституции края в том виде, как они в настоящее время существуют». Как Закон о форме правления, так и Закон о союзе и защите оставались в силе всё время существования Великого Княжества Финляндского, поскольку они подтверждали форму правления Императора всероссийского — самодержавие. Ни один последователь Александра I не взялся открыто отменить его обещание, но в эпоху русификации при Николае II были попытки сделать это подзаконными актами — манифестами и законами, прямо противоречившими конституции.
7 (20) марта Временное правительство России издало манифест, возвращающий Финляндии все права времён автономии и отменяющий все ограничения периода русификации. После отречения императора от престола и в условиях отсутствия претендентов создалась ситуация, позволившая, согласно 38 параграфу конституции, парламенту выбрать верховную власть в стране.
15 ноября 1917 года Парламент Финляндии, в соответствии с параграфом 38 Формы Правления, провозгласил себя обладателем высшей государственной власти и назначил правительство — Сенат. Парламент поставил перед собой задачу изменить положения конституции и форму правления.
4 декабря правительство представило парламенту проект Конституции Финляндии. Руководящий принцип проекта состоял в том, что Финляндия будет суверенной республикой. Парламент одобрил проект 6 декабря 1917 года, этот день считается днём провозглашения независимости Финляндии.
Начавшаяся вскоре гражданская война изменила отношение депутатов к республиканскому строю, так и количество самих депутатов: примкнувшие к повстанцам крайне левые не были представлены в Эдускунте. В парламенте, созванном в мае 1918 года, из 92 депутатов-социал-демократов 40 скрывались в России, а около 50 были арестованы. На первое заседание прибыли 97 правых депутатов и один социал-демократ Матти Паасивуори. Монархические идеи среди депутатов были особенно популярны. 18 августа 1918 года парламент Финляндии просил Сенат (44 голосами из 58) принять необходимые меры к осуществлению перехода Финляндии в королевство. Эти меры были приняты: 9 октября того же года парламент провозгласил Финляндию королевством. Новый король — зять германского императора Вильгельма II принц гессенский Фридрих Карл (Фредрик Каарле в финской транскрипции) — так и не прибыл в страну, его обязанности выполнял регент — председатель Сената (правительства) Финляндии Пер Эвинд Свинхувуд. После поражения Германии в войне король отрёкся от короны, это произошло 12 декабря 1918 года. В тот же день парламент одобрил отставку Свинхувуда и избрал новым регентом генерала Маннергейма. Законодательно изменение формы правления произошло 17 июля 1919 года после выборов нового состава парламента в марте 1919 года. Был принят новый закон о форме правления, а Закон о союзе и защите подтверждён — он давал определённые гарантии буржуазии и крестьянству. Чехарда республика-монархия завершилась. За это время правительство представило парламенту два проекта изменений за республику и два за монархию.
Некоторые положения Закона о союзе и защите просуществовали в Финляндии до 1995 года. Часть изменений в законодательстве продержалось до 2000 года, когда формой правления стала парламентская республика.